# Trichorhina pittieri
Trichorhina pittieri là một loài chân đều trong họ Platyarthridae. Loài này được Pearse miêu tả khoa học năm 1921.